# Duba (Ukraine)
Duba (ukrainisch Дуба; russisch Дуба/Duba, polnisch Duba) ist ein in der Westukraine liegendes Dorf etwa 42 Kilometer westlich der Oblasthauptstadt Iwano-Frankiwsk und 24 Kilometer südwestlich der Rajonshauptstadt Kalusch, gelegen am Flüsschen Duba.

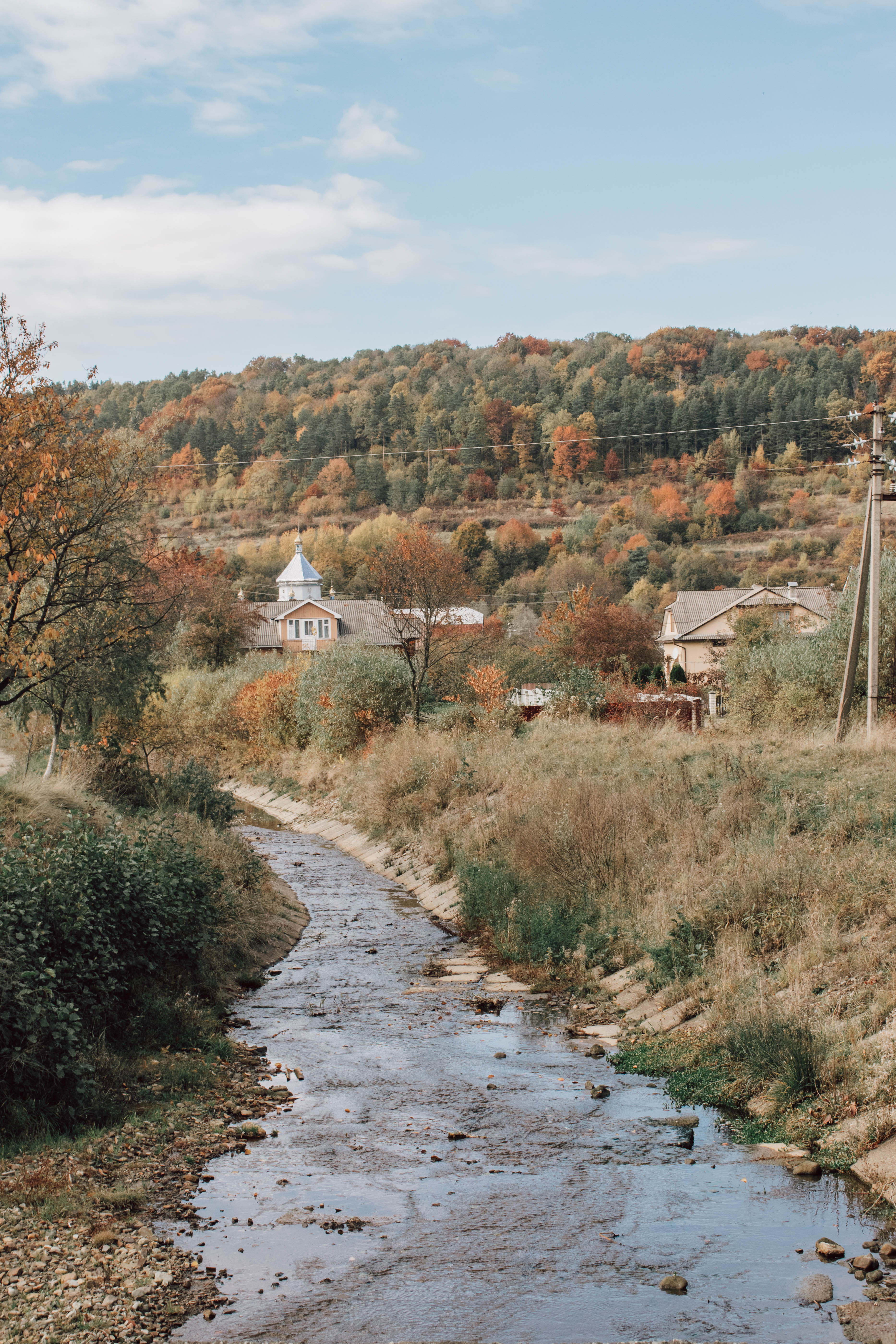
Blick auf die Kirche im Ort

## Geschichte
Der Ort wurde 1535 zum ersten Mal schriftlich erwähnt und lag zunächst in der Woiwodschaft Ruthenien als Teil der Adelsrepublik Polen und gehörte von 1772 bis 1918 unter seinem polnischen Namen Duba zum österreichischen Galizien (bis 1918 im Bezirk Dolina).
Nach dem Ende des Ersten Weltkrieges kam der Ort zu Polen und lag hier ab 1921 in der Woiwodschaft Stanislau, Powiat Dolina, Gmina Rypne. Mit Beginn des Zweiten Weltkriegs wurde der Ort erst von der Sowjetunion und ab 1941 bis 1944 von Deutschland besetzt, dieses gliederte den Ort in den Distrikt Galizien ein.
1945 kam der Ort wiederum zur Sowjetunion, dort wurde er Teil der Ukrainischen SSR und ist seit 1991 Teil der heutigen Ukraine.
Am 16. Mai 2019 wurde das Dorf zum Zentrum der neu gegründeten Landgemeinde Duba (Дубівська сільська громада/Dubiwska silska hromada). Zu dieser zählen auch die 10 in der untenstehenden Tabelle aufgelistetenen Dörfer; bis dahin bildete es zusammen mit den Dörfern Dubschary (Дубшари), Leziwka (Лецівка) und Pidlissja (Підлісся) die Landratsgemeinde Duba (Дубівська сільська рада/Dubiwska silska rada) im Rajon Roschnjatiw.
Seit dem 17. Juli 2020 ist der Ort ein Teil des Rajons Kalusch.
Folgende Orte sind neben dem Hauptort Duba Teil der Gemeinde:
| Name                     | Name       | Name                      | Name             | Name |
| ukrainisch transkribiert | ukrainisch | russisch                  | polnisch         |      |
| ------------------------ | ---------- | ------------------------- | ---------------- | ---- |
| Dubschary                | Дубшари    | Дубшары                   | Dubszara         |      |
| Iwaniwka                 | Іванівка   | Ивановка (Iwanowka)       | Janówka          |      |
| Jassenowez               | Ясеновець  | Ясеновец                  | Jasienowiec      |      |
| Knjasiwske               | Князівське | Князевское (Knjasewskoje) | Kniażowskie      |      |
| Leziwka                  | Лецівка    | Лецовка (Lezowka)         | Lecówka          |      |
| Pidlissja                | Підлісся   | Подлесье (Podlessje)      | Słoboda Dubeńska |      |
| Ripne                    | Ріпне      | Репное (Repnoje)          | Rypne            |      |
| Roschnjate               | Рошняте    | Рошняте                   | Rześniate        |      |
| Wilchiwka                | Вільхівка  | Ольховка (Olchowka)       | Olchówka         |      |
| Zinewa                   | Цінева     | Цинева (Zinewa)           | Ceniawa          |      |